# Décès en juin 1986
Décès
- 1982
- 1983
- 1984
- 1985
- 1986
- 1987
- 1988
- 1989
- 1990

Pour une information complémentaire, voir la page d'aide.

| Date    | Nom                       | Activités                                                                              | Âge | Source |
| ------- | ------------------------- | -------------------------------------------------------------------------------------- | --- | ------ |
| 2 juin  | Arthur Hoérée             | compositeur et acteur belge                                                            | 89  |        |
| 2 juin  | Daniel Sternefeld         | compositeur, professeur de musique et chef d’orchestre belge                           | 80  |        |
| 3 juin  | Jonathan Brewster Bingham | homme politique et diplomate américain                                                 | 72  |        |
| 4 juin  | Paul Stevens              | acteur américain                                                                       | 65  |        |
| 5 juin  | Robert Högfeldt           | peintre, dessinateur et caricaturiste suédois                                          | 92  |        |
| 6 juin  | Ramón Torralba            | footballeur espagnol                                                                   | 90  |        |
| 9 juin  | Arnaldo Benfenati         | coureur cycliste italien                                                               | 62  |        |
| 10 juin | Raymond Sigurd Fredriksen | peintre français                                                                       | 78  |        |
| 12 juin | Sunwoo Hwi                | écrivain sud-coréen                                                                    | 64  |        |
| 13 juin | Benny Goodman             | saxophoniste, clarinettiste et chef d’orchestre de jazz américain                      | 77  |        |
| 13 juin | Dean Reed                 | chanteur, musicien et acteur américain                                                 | 47  |        |
| 14 juin | Settimio Simonini         | coureur cycliste italien                                                               | 72  |        |
| 14 juin | Jorge Luis Borges         | écrivain argentin                                                                      | 86  |        |
| 16 juin | Maurice Duruflé           | organiste et compositeur français                                                      | 84  |        |
| 19 juin | Coluche                   | humoriste français                                                                     | 41  |        |
| 21 juin | Assy Rahbani              | auteur-compositeur libanais                                                            | 63  |        |
| 22 juin | Fausto Melotti            | sculpteur et peintre italien                                                           | 85  |        |
| 23 juin | Nigel Stock               | acteur britannique                                                                     | 66  |        |
| 25 juin | Gabriel Lozès             | homme politique béninois                                                               | 68  |        |
| 27 juin | Benjamin Goriely          | écrivain, journaliste et traducteur d’origine russe, installé en Belgique et en France | 36  |        |
| 28 juin | Gilberte Géniat           | actrice française                                                                      | 70  |        |
| 30 juin | László Lékai              | cardinal hongrois, archevêque d’Esztergom                                              | 76  |        |
| 30 juin | Jean Raine                | artiste belge                                                                          | 59  |        |